# Chrysosoma austerum
Chrysosoma austerum är en tvåvingeart som beskrevs av Octave Parent 1935. Chrysosoma austerum ingår i släktet Chrysosoma och familjen styltflugor. Inga underarter finns listade i Catalogue of Life.